# Aulo Cecina Tacito
Aulo Cecina Tacito (latino: Aulus Caecina Tacitus; fl. 273) fu un senatore e politico dell'Impero romano.
La carriera di Cecina è descritta in un'iscrizione proveniente dalla Mauretania Tingitana, in cui vengono elencate le funzioni di questore candidato, pretore candidato, praeses provinciae Baeticae ("governatore della Hispania Baetica"), console e septemvir epulonum. In quanto originario della famiglia patrizia dei Cecina, i suoi primi incarichi gli furono conferiti in quanto "candidato" dell'imperatore, potendo così saltare alcune tappe del cursus honorum come l'edilità e il tribunato.
Il governatorato della Baetica è l'unica funzione accertata nella seconda metà del III secolo; viene solitamente identificato col console del 273 al posto dell'imperatore Marco Claudio Tacito.